# استافورد براون
استافورد براون (انگلیسی: Stafford Browne؛ زادهٔ ۴ ژانویهٔ ۱۹۷۲) بازیکن فوتبال اهل بریتانیا است.
از باشگاه‌هایی که در آن بازی کرده‌است می‌توان به باشگاه فوتبال اوکفیلد، باشگاه فوتبال یئوویل تاون، باشگاه فوتبال ویونهوئه تاون، باشگاه فوتبال وورتینگ، باشگاه فوتبال ولینگ یونایتد، باشگاه فوتبال سنت آلبنز سیتی، باشگاه فوتبال آلدرشات تاون، باشگاه فوتبال داگنم و ردبریج، باشگاه فوتبال هیبریج، باشگاه فوتبال کینگستونیان، باشگاه فوتبال برایتون اند هوو آلبیون، باشگاه فوتبال گرایس اتلتیک، و باشگاه فوتبال هاستینگز یونایتد اشاره کرد.